# La Grandière (aviso)
Pour les autres navires du même nom, voir La Grandière (navire).
La Grandière était un aviso colonial de classe Bougainville mis sur cale en 1938 aux Chantiers et Ateliers de Provence à Port de Bouc. Conçu sous le nom de Ville d'Ys, le nom de La Grandière lui fut attribué le 6 avril 1940 pour éviter les confusions avec l'aviso Ville d'Ys, navire affecté à l'assistance des pêches et construit en 1917 en Grande Bretagne. Le La Grandière fut lancé le 22 juin 1939.

## Carrière
Admis au service actif le 20 juin 1940, le La Grandière fut immédiatement affecté à la Division Navale du Levant, et basé à Beyrouth. Il quitta cette affectation en avril 1941 pour être intégré aux « Patrouilles de l'Océan », effectuant l'escorte et la protection des convois français au large des côtes de l'Afrique Occidentale française. Le 27 juin, au cours d'un ravitaillement, il sauve un hydravion dont un des flotteurs était crevé.
Le 13 août, il est arraisonné par des torpilleurs anglais qui le laissent repartir. Le 22, il participe à la défense antiaérienne de Conakry, mettant un hydravion anglais en fuite. Il sert d'escorteur jusqu'au printemps 1942. Il entre ensuite en carénage à La Ciotat du 1er avril au 17 juin 1942.
Le 27 juillet 1942, il appareille de Toulon en compagnie du sous-marin Archimède pour Oran, puis Casablanca où il reprend ses tâches d'escorte dans l'Atlantique à partir du 3 septembre, interrompue par une attaque américaine de novembre 1942 sur les côtes marocaines. Le 7 novembre, il est pris dans l'opération Torch. L'équipage restera 72 heures aux postes de combat, engageant quatre fois au 138 mm des bâtiments adverses et subissant sept attaques aériennes. Le 8 novembre, le La Grandière dut appareiller entre les gerbes d'obus de 406 mm de l'USS Massachusetts, ramassant les naufragés (dont le commandant) du torpilleur Fougueux. Il réussit à abattre un des avions qui attaquaient le Primauguet et fut lui-même sévèrement attaqué sur le soir. Le 9, le La Grandière mettait hors de combat un des appareils qui bombardaient le Jean Bart à quai. Au total, 4 marins ont été tués et 21 blessés, dont 10 grièvement.
Après le ralliement aux alliés de l'Amiral Darlan,  le La Grandière reste 3 mois au port. Il participe au combat lors de l'attaque de Casablanca par des avions allemands du 29 au 31 décembre 1942. Fin janvier 1943, il reprend ses missions d'escorte, souvent en compagnie de son sistership Dumont d'Urville, ayant à plusieurs reprises des accrochages avec des U-boots. Il rentre de nouveau en carénage à Casablanca en janvier jusqu'en février 1944.
Il quitte Casablanca le 16 février 1944 pour rejoindre le convoi G.US.30. La traversée fut très retardée par le mauvais temps. Il subit à Norfolk du 9 mars au 30 avril, une révision de moteurs et une modernisation. il sera équipé d'un radar et d'un asdic et son artillerie anti-aérienne est modernisée : 4 canons Bofors 40 mm et 3 canons de 20 mm Oerlikon remplacent les canons de 37 mm et les mitrailleuses de 13,2 mm. Il quitte le port le 1er mai en compagnie de l'USS Clemson, escortant le cargo Sagittarius et le LST Egeria jusqu'au Panama.
Il franchit le canal le 9 mai 1944, puis appareille de Balboa le 11, pour mouiller à Bora Bora le 26 mai. Sa nouvelle mission assignée était de participer aux opérations du Pacifique sous Commandement Naval Allié et de protéger les intérêts français dans les possessions françaises du Pacifique, conformément aux accords passés précédemment avec les Alliés.
Du 12 juin 1944 au 20 avril 1945, le La Grandière participe à de nombreuses missions en tant que bâtiment d'alerte à partir de Guadalcanal. Ces missions comportent des recherches de sous-marins japonais en liaison avec l'Aviation américaine et néerlandaises à l'ouest d'Espiritu Santo. Il quitte Guadalcanal pour la Nouvelle-Calédonie le 21 avril, puis mouille à Nouméa le 25 avril. Il repartira le 13 mai pour une dernière mission aux Nouvelles Hébrides.
Le 19 juin 1945, le La Grandière reçoit l'ordre de rentrer en France pour un grand carénage. Il transite vers Papeete le 28, d'où il appareilla le 14 juillet. Il atteint Brest le 23 août en passant par le canal de Panama et les Antilles françaises.
Après un grand carénage à Lorient du 27 août 1945 au 3 février 1946, le La Grandière rallie les Forces navales en Extrême-Orient en avril. Il effectue plusieurs croisières au Japon et en Chine en mai et juin. En septembre 1946, il reçoit l'ordre de visiter les possessions françaises du Pacifique Sud. Il arrive à Tahiti le 27 octobre, puis visites diverses îles de la Polynésie française.
En 1947, il effectue diverses sorties officielles dans le Pacifique, des opérations de Surveillance Maritime et quelques missions humanitaires et médicales à Cu Lao Chaut (Vietnam) et dans les îles Paracels. Le 8 juillet 1950, le La Grandière remonte la Rivière de Saïgon quand il est pris à partie par des tirs d'armes automatiques Viêt Minh depuis la rive. Ripostant au 40 mm et au 20 mm, il aura deux blessés graves sous les armes, qui décéderont à leur arrivée à l'hôpital de Saïgon.
Il intégra notamment les forces navales de l'ONU pendant la guerre de Corée en novembre 1950. Réarmé, il participe au débarquement d'Inchon le 15 novembre avec une Force amphibie de 230 navires de guerre, commandé par le Général Douglas Mac Arthur. Pour cette campagne, le La Grandière recevra une Citation à l'Ordre de l'Armée de Mer, et une Citation du Président de la République de Corée. L'équipage recevra la Médaille des Nations unies.
De retour en Indochine le 10 décembre 1950, le La Grandière reprend ses opérations de Surveillance Maritime. À partir de mai 1951, il part opérer en Océanie. Appareillé de Papeete le 9 octobre, le La Grandière ralliera Brest où il arrivera le 25 novembre 1951.
Entre le 9 septembre 1952 au 2 avril 1953, il effectue une série de croisières d'instruction dans l'océan Atlantique, transitant de Rio de Janeiro jusqu'à Abidjan. Entre 1953 et 1958, il parcourt plus de 200 000 nautiques à travers le globe. Le 20 mai 1959, le Département prescrira sa mise en réserve spéciale B. Il sera démoli la même année.
L'aviso de 1re classe aura parcouru 489 915 nautiques depuis son premier armement.